# سری واریولند
واریولند نام یک سری بازی ویدیویی نیتندو است. همه این بازی‌ها Wario را به عنوان قهرمان داستان نشان می‌دهند.

## بازی‌ها
در زیر لیست زمانی تمام بازی‌های سری Wario Land آورده شده است:
- Wario Land: Super Mario Land 3 (1994، گیم بوی)  [۱]
- Virtual Boy Wario Land (1995، Virtual Boy) [۲]
- Wario Land II (1998، گیم بوی) [۳]
- Wario Land 3 (2000، گیم بوی کالر) [۴]
- Wario Land 4 (2001، گیم بوی ادونس) [۵]
- Wario Land: The Shake Dimension (2008، وی) [۶]